# Fome na Faixa de Gaza
Na Faixa de Gaza, há uma crise de insegurança alimentar a nível catastrófico com risco crescente de fome, devido ao conflito Israel-Hamas. A crise deriva dos ataques aéreos israelitas que destruíram infraestruturas alimentares, como padarias e moinhos de farinha, e de uma escassez generalizada de abastecimentos essenciais, devido aos bloqueios de sua entrada nas fronteiras. Isto deixou mais de meio milhão de habitantes de Gaza à beira da fome, sendo parte de uma crise humanitária mais ampla na Faixa de Gaza.
Grupos de direitos humanos acusaram Israel de usar a fome como método de guerra. A entrada limitada de caminhões de ajuda exacerbou a crise, levando os especialistas a classificar o caso como uma das piores instâncias de fome induzida intencionalmente em quase um século.
Segundo a Classificação integrada da fase de segurança alimentar (IPC), toda a população da Faixa de Gaza está classificada na Fase 3 - Crise, ou acima. 50% da população está na IPC Fase 4 – Emergência, e 25% está na IPC Fase 5 – Catástrofe. Segundo o IPC, o risco de fome aumenta a cada dia.

## Antes da guerra
Tem sido defendido que "a escassez minuciosamente planejada" vem sendo a longo prazo uma política de Israel para a Faixa de Gaza.  Já em 2000, Israel proibiu as importações de combustível e gás para cozinhar.  8.000 colonos espalhados por 25% da Faixa tinham uso exclusivo de 40% das terras aráveis de Gaza e da maior parte da sua água.  Depois de Israel ter retirado as suas colônias da Faixa de Gaza em 2005, foram realizadas eleições palestinas em 2006, vencidas pelo Hamas. Israel, declarando tanto o partido político Hamas como a própria Gaza uma "entidade hostil",  agiu para estabelecer um bloqueio, sanções econômicas e restrições que visavam enfraquecer o domínio do Hamas na Faixa de Gaza.
Dov Weissglas, advogado que representou muitas figuras públicas israelenses, explicou: “Temos que torná-los muito mais magros, mas não o suficiente para morrerem”, a ideia sendo “colocar os palestinos numa dieta, mas não fazê-los morrer de fome”. Antes do bloqueio, a população de Gaza era de 1,6 milhões, servida por 400 caminhões que transportavam mercadorias para a Faixa todos os dias.
Sob a nova política, de acordo com a ONG israelense Gisha, Israel permitiu a entrada de apenas 106 caminhões para entrega de mercadorias. Para obter permissão para importar qualquer mercadoria para a Faixa, era necessário fornecer provas de que eram indispensáveis.
Telegramas diplomáticos posteriormente publicados pelo WikiLeaks revelaram que, em 2008, Israel tinha informado os Estados Unidos de que, embora tomasse medidas para evitar uma crise humanitária, pretendia manter a economia de Gaza à "beira do colapso".
Cálculos precisos foram feitos para determinar a necessidade calórica mínima (2.279 calorias por pessoa por dia) para evitar a desnutrição na Faixa de Gaza, e estes formaram a base para a determinação de Israel do número de caminhões para abastecimento de alimentos de 2007 a 2010. O cálculo excluiu fatores como o colapso da agricultura devido ao bloqueio, que secou o acesso aos mercados de sementes.
As restrições aos alimentos incluíam produtos básicos, como massas e quaisquer iguarias, como mel, salgadinho de gergelim, halvah, bamba, chá, café, salsichas, sêmola, laticínios em embalagens grandes, a maioria dos produtos de padaria, além de limitações de carne e gás de cozinha doméstico. As massas em específico foram reintroduzidas depois que John Kerry, político estadunidense, protestou contra sua inclusão na lista de importações proibidas.
O Relatório Goldstone descobriu que, durante a Guerra de Gaza de 2008-2009, a invasão de Israel causou a destruição deliberada e massiva do setor agrícola de Gaza.  Israel também declarou 30% das terras mais aráveis da Faixa como zonas proibidas.
Depois de 2012, a Cruz Vermelha garantiu um acordo para permitir que os agricultores de Gaza cultivassem culturas de várias alturas, em áreas de 300 metros a 1 quilômetro a partir da fronteira fortificada de Israel. Mesmo assim, tanto os cultivadores como os seus rudimentares dispositivos de irrigação foram frequentemente expostos a franco-atiradores e a tiros de metralhadoras automáticas, e as colheitas ao longo da linha do armistício foram, sem aviso prévio, pulverizadas com o herbicida Roundup da Monsanto.
Da mesma forma, Israel impôs severas restrições à pesca nas águas de Gaza - as 20 milhas náuticas acordadas no âmbito dos Acordos de Oslo foram unilateralmente reduzidas para nove - com áreas pescáveis demarcadas com boias. Em 2009, Israel reduziu ainda mais para 3 milhas náuticas limite de milhas, com o resultado de que 85% da água de pesca de Gaza foi bloqueada por navios de guerra israelitas. Navios de guerra israelenses teriam disparado contra pescadores locais, mesmo dentro dessas áreas.

## Início da crise
Após o ataque de 7 de Outubro, Israel anunciou em 9 de Outubro que estava a bloquear a entrada de alimentos em Gaza. Dado que Gaza já dependia sobretudo da ajuda alimentar, o impacto da medida foi sentido imediatamente. Em 18 de Outubro, Alia Zaki, porta-voz do Programa Alimentar Mundial, afirmou que a população de Gaza corria o risco de morrer de fome. Três dias depois, a ONU divulgou um comunicado dizendo que os estoques de alimentos estavam quase esgotados. Em 23 de outubro, Cindy McCain, diretora executiva do Programa Mundial de Alimentos da ONU, afirmou que as pessoas estavam "literalmente morrendo de fome enquanto falamos".
Em 27 de Outubro, um porta-voz do Programa Alimentar Mundial afirmou que os alimentos e outros bens básicos estavam a acabar. Em 3 de Novembro, funcionários da ONU declararam que a dieta média de Gaza consistia em apenas dois pedaços de pão por dia, e a ActionAid afirmou que mais de meio milhão de habitantes de Gaza enfrentavam a morte por fome. Em 11 de novembro, Corinne Fleischer, diretora regional do Programa Alimentar Mundial para o Médio Oriente, afirmou: "centenas de pessoas fazem fila durante horas todos os dias para obter rações de pão nas padarias", à medida que as pessoas eram empurradas "para mais perto da fome".

## Danos à infraestrutura
Em 18 de Outubro, um ataque aéreo israelita destruiu uma padaria no campo de Nuseirat, matando quatro padeiros. Na rede social Twitter / X, Refaat Alareer escreveu que a padaria era uma das últimas no centro e sul da Faixa de Gaza.
Em 19 de Outubro, relatou-se que várias outras padarias foram atingidas por ataques aéreos israelitas. Em 24 de outubro, relatou-se que muitas padarias fecharam, enquanto as que ainda estavam abertas tinham filas de horas de espera.
Até 28 de Outubro, os ataques aéreos israelitas destruíram um quinto das padarias que operavam na Faixa. Em 1 de Novembro, Israel bombardeou uma das últimas padarias restantes na Cidade de Gaza. Em 2 de Novembro, a UNOCHA afirmou que mais de metade de todas as padarias em Gaza tinham sido destruídas.
Em 8 de Novembro, a UNOCHA declarou que o norte de Gaza já não tinha padarias em funcionamento. Em 14 de Novembro, Israel bombardeou o último moinho de farinha em funcionamento em Gaza.
Os bombardeamentos israelitas destruíram os barcos de pesca e os portos de Gaza. Estima-se que 22 por cento das terras agrícolas foram destruídas até 12 de dezembro de 2023. Armazéns, fábricas de alimentos e caminhões de suprimentos também foram danificados e destruídos pelos bombardeamentos israelitas.

## Crescente ameaça de fome
Cindy McCain afirmou em 17 de novembro que os civis enfrentavam a possibilidade imediata de morrer de fome. Dez dias depois, McCain afirmou que Gaza estava à beira da fome, à medida que mendigar por comida se tornou a "nova norma". Em 7 de Dezembro, o Programa Alimentar Mundial declarou que 97% dos agregados familiares tinham um consumo alimentar inadequado e 83% no sul de Gaza sobreviviam através de "estratégias extremas de consumo".
Em 10 de Dezembro, a ONU, organizações de ajuda internacional e trabalhadores humanitários em Gaza alertaram para a fome em massa. Um representante da Assistência Médica aos Palestinos declarou: “As guerras de fome começaram”. Em 15 de dezembro, as Nações Unidas estimaram que nove em cada dez residentes não comiam alimentos todos os dias.
As forças armadas de Israel alegaram que o Hamas roubou ajuda humanitária; matou pessoas que procuravam ajuda humanitária; e mantém suas próprias reservas de abastecimento. Tanto os EUA como a ONU negaram as alegações israelenses de que o Hamas desempenha um papel significativo na causa da fome, com um alto funcionário dos EUA afirmando que "o governo israelense não chamou a atenção do governo dos EUA... qualquer evidência específica de roubo ou desvio do Hamas da assistência prestada através da ONU e das suas agências. Ponto final."
Em 20 de dezembro, as Nações Unidas declararam que as pessoas em Gaza experimentavam "níveis alarmantes de fome nunca antes testemunhados em Gaza". Em 21 de Dezembro, as Nações Unidas declararam que mais de meio milhão de pessoas na Faixa de Gaza estavam a passar fome. No dia 1 de Dezembro, um relatório de Classificação Integrada da Fase de Segurança Alimentar, baseado num comité de peritos independentes, colocou quase toda a população de Gaza (93% ou 2,08 milhões) em situação de Crise ou acima (IPC Fase 3), com 79% em situação de Emergência (IPC Fase 4), e 15% (378.000 pessoas) em Catástrofe (IPC Fase 5). Em 22 de Dezembro, a UNICEF alertou para a crescente ameaça de fome na Faixa de Gaza.
Em 29 de dezembro, o Mercy Corps declarou que meio milhão de pessoas enfrentavam "fome e inanição catastróficas". Até 1 de Janeiro de 2024, noventa por cento dos palestinos em Gaza ficavam regularmente sem comida. Em 27 de fevereiro de 2024, Carl Skau, vice-diretor executivo do Programa Alimentar Mundial, disse ao Conselho de Segurança das Nações Unidas que mais de 500.000 pessoas corriam o risco de fome iminente em Gaza.

## Fome
Em 3 de janeiro de 2024, Arif Husain, economista-chefe do Programa Alimentar Mundial, afirmou que 80% de todas as pessoas no mundo que sofrem de fome ou fome catastrófica estavam na Faixa de Gaza, afirmando: "Na minha vida, nunca vi nada assim em termos de gravidade". Os preços dos alimentos subiram em Gaza à medida que os estoques de alimentos se esgotavam.
Em 5 de janeiro de 2024, o chefe humanitário das Nações Unidas, Martin Griffiths, declarou que “as pessoas estão enfrentando os níveis mais elevados de insegurança alimentar alguma vez registrados”. Especialistas alertaram que a fome na Faixa de Gaza foi o pior caso de fome induzida intencionalmente em quase 100 anos. António Guterres afirmou: “A longa sombra da fome persegue o povo de Gaza”.
No dia 16 de Janeiro, o UNOCHA informou que 378.000 pessoas em Gaza estavam na Fase 5 do IPC, ou níveis catastróficos de fome. Relatou que todos os 2,2 milhões de pessoas na Faixa de Gaza enfrentavam uma insegurança alimentar aguda – a maior proporção registrada na história, de uma população passando por fome. O Comitê de Revisão da Fome (FRC), que compilou os dados de Gaza sobre a fome em termos da Classificação Integrada da Fase de Segurança Alimentar (IPC) em 1 de Dezembro de 2023, prevê que a população total estará na Fase 3 até 7 de Fevereiro e que 25% ou 500.000 habitantes de Gaza alcançarão a Fase 5.
No dia 21 de Janeiro, um jornalista na Faixa de Gaza informou que as pessoas estavam a fazer farinha com alimentos de origem animal. Em 21 de Janeiro de 2024, a ONU informou que havia apenas quinze padarias ainda em funcionamento em toda a Faixa de Gaza. Em 30 de janeiro de 2024, a CNN informou que os palestinos comiam grama para permanecerem vivos. Em 31 de janeiro, o diretor de emergências da Organização Mundial da Saúde declarou: “Esta é uma população que está passando fome até a morte”. Em 12 de Fevereiro, a Organização para a Alimentação e Agricultura declarou que havia "níveis sem precedentes de insegurança alimentar aguda, fome e condições próximas à morte pela fome em Gaza". Israel atacou pescadores em Deir el-Balah que tentavam pescar para comer.
Em 17 de fevereiro, a ActionAid afirmou que "cada uma das pessoas no território" estava enfrentando níveis de fome extremos, afirmando que estavam ficando até mesmo sem ração animal para comer.

### Sul de Gaza
Em 7 de Janeiro, o vice-diretor da UNRWA relatou uma fome severa no sul de Gaza, afirmando: "Não sei quanto mais eles podem suportar antes que algo exploda na parte sul de Gaza". A 11 de Fevereiro, o presidente da Câmara de Rafah afirmou que a cidade enfrentava a fome e que os suprimentos disponíveis eram suficientes apenas para 10 por cento da população. Longas filas por comida foram relatadas em Rafah. A 15 de Fevereiro, o UNOCHA afirmou que havia "uma necessidade urgente de estabelecer um centro de estabilização em Rafah para tratar crianças que sofrem de desnutrição grave".
Em 17 de fevereiro, a UNOCHA declarou que as pessoas em Rafah estavam em "tamanha necessidade que eles pararam os caminhões de ajuda para pegar comida e comê-la imediatamente". Em 19 de Fevereiro, canhoneiras israelitas dispararam de canhões contra pescadores que tentavam pescar na costa de Rafah.
Em 25 de fevereiro, uma mulher deslocada, de 73 anos, afirmou: “Nunca testemunhei uma fome como esta… A morte para nós é muito melhor do que a nossa vida atual”.

### Norte de Gaza
O Programa Alimentar Mundial afirmou que nove em cada dez pessoas no norte de Gaza comiam menos de uma refeição por dia. A Organização Mundial da Saúde declarou em 25 de Janeiro que a situação alimentar era "absolutamente horrível" no norte de Gaza, com raras entregas de ajuda cercadas por pessoas visivelmente famintas e com olhos fundos. Um membro da equipe do Mercy Corps relatou ter testemunhado uma superlotação tão intensa de milhares de pessoas em torno de dois caminhões de ajuda alimentar no norte de Gaza que duas pessoas morreram sufocadas. Um trabalhador humanitário da Al Baraka, uma instituição de caridade argelina, afirmou que o norte de Gaza estava à beira da fome, dizendo: "Quase nenhuma ajuda humanitária foi entregue às pessoas aqui desde o início da agressão de Israel."
A 10 de Fevereiro, o Gabinete de Comunicação Social de Gaza declarou: “Exigimos imediatamente a entrada diária de mil caminhões no norte de Gaza até que a população se recupere da fome”. Em 15 de Fevereiro, a Al Jazeera informou que as pessoas no norte de Gaza passavam dias e até semanas sem comida suficiente. A Organização para a Alimentação e Agricultura afirmou que a distribuição de alimentos no norte de Gaza continuava a ser um desafio, pois era "pouco acessível". Para sobreviver, as pessoas comiam ração animal, ervas, ervas daninhas e grama. Um representante do UNOCHA afirmou: “Há cerca de 300.000 pessoas no norte e não tenho ideia de como sobreviveram”. Em 18 de Fevereiro, foram relatados vários casos de ataques de franco-atiradores israelitas, contra civis que procuravam assistência humanitária. No final de Fevereiro de 2024, uma fábrica de cereais no norte de Gaza fechou devido à falta de combustível.
Em 20 de Fevereiro, o Programa Alimentar Mundial declarou que cessaria a entrega de ajuda ao norte de Gaza. Em resposta ao anúncio, o Gabinete de Comunicação Social de Gaza afirmou que se tratava de "uma sentença de morte para três quartos de um milhão de pessoas". Em 24 de Fevereiro, a UNRWA anunciou que iria também suspender os serviços humanitários no norte de Gaza.
As famílias no campo de refugiados de Jabalia relataram que estavam com tanta fome que comiam sobras, folhas e seus cavalos. Um homem em Jabalia afirmou: “Não temos água, não temos farinha e estamos muito cansados por causa da fome”.
Em 25 de fevereiro, soldados israelenses atiraram em duas irmãs procurando comida. Milhares de pessoas na Cidade de Gaza aguardavam uma possível entrega de farinha neste dia.
Em 27 de Fevereiro, o Ministério da Saúde de Gaza declarou: "O que está a acontecer no norte de Gaza é uma verdadeira fome... Esta fome crescente poderá matar milhares de cidadãos devido à desnutrição e desidratação nos próximos dias, diante dos olhos do mundo."

### Ajuda humanitária
A 9 de Janeiro, Gisha informou que apenas 6.000 caminhões de ajuda tinham entrado em Gaza desde 7 de Outubro, o equivalente a doze dias de ajuda antes do início do conflito. O Coronel Moshe Tetro, que chefia a unidade israelita que supervisiona as entregas de ajuda humanitária, alegou que não havia escassez de alimentos em Gaza e que as reservas existentes são suficientes. Outro responsável israelita afirmou: “Não se esqueçam que esta é uma população Árabe em Gaza, cujo DNA é de acumular, certamente quando se trata de comida”.
As autoridades afirmaram que o agravamento da crise foi parcialmente atribuído à quantidade limitada de ajuda permitida em Gaza, com Cindy McCain afirmando: "As pessoas em Gaza correm o risco de morrer de fome a poucos quilômetros de caminhões cheios de alimentos". Arif Husain, o economista-chefe do PAM, afirmou a 24 de Janeiro que apenas entre 20 e 30 por cento da ajuda necessária entrava em Gaza, enquanto o UNOCHA acusava Israel de "negar sistematicamente" assistência humanitária ao norte de Gaza.
Em 1 de fevereiro de 2024, o Secretário-Geral das Nações Unidas, António Guterres, apelou ao acesso humanitário irrestrito, afirmando: “Todos em Gaza estão com fome”. A Human Rights Watch afirmou que a decisão de 18 países de retirar fundos à UNRWA corria o risco de acelerar a fome. O Programa Alimentar Mundial declarou em 2 de Fevereiro que a ajuda ao norte de Gaza estava a ser esmagadoramente rejeitada pelos israelitas. O jornalista da Al Jazeera, Abubaker Abed, afirmou: "As famílias comem com estratégia, apenas para permanecerem vivas."
Ao falarem com repórteres da CNN em Fevereiro de 2024, alguns palestinos afirmaram que a ajuda humanitária estava a ser revendida no mercado negro, com pacotes já abertos. Os ataques aéreos israelenses em certas áreas também causaram um aumento nos preços, com um saco de farinha de 25 quilos saltando de US$ 20 para US$ 34 em Kahn Younis, após a intensificação dos ataques aéreos. No mesmo mês, a Human Rights Watch criticou o financiamento da UNRWA, que chamaram de "o principal canal humanitário para Gaza", em face dos "riscos crescentes de fome e uma ordem de encomenda pelo Tribunal Mundial em um caso sobre genocídio".
Em 13 de fevereiro de 2024, o Ministro das Finanças , Bezalel Smotrich, bloqueou um carregamento de farinha financiado pelos EUA para Gaza e afirmou que o tinha feito "em coordenação com o primeiro-ministro". O conselheiro de Segurança Nacional da Casa Branca, Jack Sullivan, confirmou que Israel estava bloqueando a entrada de farinha em Gaza. Em 14 de Fevereiro, o Financial Times informou que um carregamento de ajuda que poderia ter alimentado mais de 1 milhão de pessoas durante um mês tinha sido bloqueado no porto israelita de Ashdod, com o governo israelita a afirmar que os alimentos não seriam libertados. A ONU afirmou que as entregas de ajuda caíram pela metade em fevereiro em relação ao mês anterior. Em 28 de fevereiro, a chefe da USAID, Samantha Power, declarou que era necessária mais ajuda para entrar em Gaza, chamando a situação de "uma questão de vida ou morte".

#### Ataques a ajuda e requerentes de ajuda
Em 25 de janeiro de 2024, o Ministério da Saúde de Gaza informou que um ataque israelense contra requerentes de ajuda matou 20 pessoas e feriu 150. Israel bombardeou um caminhão carregado de alimentos em direção ao norte de Gaza em 5 de fevereiro. No dia 6 de Fevereiro, as forças israelitas alegadamente abriram fogo contra pessoas que esperavam por caminhões de ajuda alimentar na Cidade de Gaza. A UNOCHA afirmou que este foi o quinto relato de disparos israelenses contra pessoas que esperavam por ajuda humanitária. Em 20 de Fevereiro, pelo menos um civil palestino foi morto enquanto esperava receber ajuda humanitária. Pessoas em busca de ajuda foram atacadas pelas forças israelenses em diversas ocasiões.
Em 21 de Fevereiro, a CNN informou que, de acordo com a documentação examinada pela ONU, um comboio humanitário da ONU que transportava alimentos foi alvejado pelas forças armadas de Israel antes de ser impedido de entrar no norte de Gaza, em 5 de Fevereiro.
Em 27 de fevereiro, o UNOCHA declarou “os comboios de ajuda foram atacados e seu acesso às pessoas necessitadas tem sido sistematicamente negado”. Em 28 de fevereiro, fontes médicas na Cidade de Gaza relataram que três pessoas foram mortas enquanto esperavam por ajuda na Rua al-Rashid.
Em 29 de fevereiro, as forças armadas de Israel abriram fogo contra uma multidão de pessoas buscando alimentos na chegada de caminhões de ajuda. O chamado massacre de Al-Rashid, conhecido também como "massacre da farinha", foi registrado e publicado pelas redes sociais pelas próprias forças armadas israelenses, em um vídeo que mostra a população palestina sob o alvo dos tiros. O resultado foi, até a contagem em 1 de março de 2023, de 112 vítimas fatais e 760 feridos, com previsão de aumento das fatalidades, devido à carência e à ampla redução de funcionamento de hospitais disponíveis para amparar a população. Israel e os EUA declaram haver necessidade de investigar o acontecimento. O caso teve enorme repercussão nas redes sociais e na cobertura midiática, sendo repudiado internacionalmente por diversos Estados e organizações.

### Efeito nas crianças
No dia 14 de janeiro, Philippe Lazzarini afirmou: “Sempre que você vai à escola, as crianças olham nos seus olhos implorando por um gole de água ou um pão”. Em 16 de Janeiro, as autoridades relataram que bebês recém-nascidos de mães subnutridas morriam em poucos dias e crianças enfraquecidas pela fome morriam de hipotermia. No dia 18 de Janeiro, o vice-director executivo da UNICEF fez uma visita à Faixa de Gaza, afirmando ter testemunhado "algumas das condições mais horríveis que já vi" e que "milhares de crianças estão subnutridas e doentes". Em 10 de fevereiro de 2024, um porta-voz do UNICEF disse que Gaza tinha a taxa mais alta de desnutrição infantil do mundo. Em 17 de Fevereiro, o Monitor Euro-Mediterrânico dos Direitos Humanos relatou o caso de uma menina de 8 anos que morreu de fome e desidratação.
Em 19 de Fevereiro, a UNICEF concluiu que quase 16 por cento das crianças no norte de Gaza com menos de dois anos de idade estavam "gravemente desnutridas", com 3 por cento sofrendo de emaciação grave. Uma mãe no norte de Gaza descreveu a situação no dia 21 de Fevereiro, afirmando: “O meu filho acorda à noite a gritar de fome”. Um bebê de dois meses morreu na Cidade de Gaza, no dia 24 de Fevereiro, de subnutrição.
Um médico do Hospital Kamal Adwan afirmou ter observado um aumento acentuado nos casos de desnutrição pediátrica. Um pediatra que trabalha em Gaza afirmou: “As mães que amamentam não conseguem amamentar à medida que a sua saúde piora”. No dia 26 de Fevereiro, duas crianças da Cidade de Gaza afirmaram que comiam uma vez de dois em dois dias e que depois comiam ração animal. A Action Aid, citando o chefe da pediatria do Hospital Kamal Adwan, afirmou em 25 de Fevereiro que um "número significativo" de crianças no norte de Gaza já tinha morrido de fome. Pelo menos seis crianças morreram de desnutrição em 28 de Fevereiro. O Project Hope, uma organização humanitária em Deir el-Balah, afirmou que 11% das crianças que atendiam com menos de cinco anos sofriam de desnutrição.
Em 28 de Fevereiro, um representante da Save the Children afirmou que devido ao bombardeamento israelense e às restrições à ajuda, as crianças estavam a morrer de fome com caminhões cheios de comida à espera de entrar em Gaza, descrevendo isto como "a matança de crianças em câmara lenta". Uma criança de dois anos morreu de intoxicação alimentar após comer pão feito com ração animal. Mais quatro crianças morreram de fome no dia 29 de Fevereiro, elevando o total da semana para pelo menos dez.
Melanie Ward, diretora de Ajuda Médica aos Palestinos, afirmou: "Este é o declínio mais rápido no estado nutricional de uma população já registrado. Isso significa que as crianças estão passando fome no ritmo mais rápido que o mundo já viu." O chefe da pediatria do Hospital Kamal Adwan afirmou que o hospital estava lutando para encontrar leite para alimentar os pacientes infantis, afirmando: "Até os recém-nascidos estão emaciados".

## Acusações de crimes de guerra
Em 18 de dezembro de 2023, a Human Rights Watch acusou Israel de "usar a fome de civis como método de guerra na Faixa de Gaza ocupada". Em 16 de janeiro de 2024, especialistas da ONU acusaram Israel de “destruir o sistema alimentar de Gaza e de usar os alimentos como arma contra o povo palestino”.
O Relator Especial das Nações Unidas sobre o Direito à Alimentação, Michael Fakhri, também afirmou que Israel estava usando a fome como arma contra os palestinos. Em 23 de janeiro, Alex De Waal afirmou que Israel estava cometendo um crime de guerra por meio da fome forçada, afirmando: "Uma população inteira sendo reduzida a este estágio é realmente sem precedentes. Não vimos isso na Etiópia, no Sudão e no Iêmen - praticamente em qualquer lugar mais no mundo."
Em 13 de fevereiro, o senador dos EUA Chris Van Hollen declarou: "As crianças em Gaza estão agora morrendo devido à retenção deliberada de alimentos. Isso é um crime de guerra. É um crime de guerra clássico. E isso torna aqueles que o orquestram em criminosos de guerra." Um representante da organização palestiniana sem fins lucrativos Juhoud para o Desenvolvimento Comunitário e Rural declarou: "A negação do acesso a alimentos, água e outras necessidades consiste numa grave violação do direito internacional".
Josep Borrell, Alto Representante da União Europeia para os Negócios Estrangeiros e a Política de Segurança, disse numa entrevista ao El Pais que “já estamos no meio de uma catástrofe e as Nações Unidas foram forçadas a suspender a ajuda humanitária. Israel usa a fome como arma e isso é contra o direito internacional.” 

## Reações

### Janeiro de 2024
Em 7 de janeiro, o secretário-geral da ONU, António Guterres, afirmou que "a fome generalizada assombra" Gaza. O relator especial da ONU para a saúde, Tlaleng Mofokeng, respondeu a Guterres, afirmando que Gaza estava passando por "uma imposição deliberada da fome, e não escassez". Falando no Conselho de Segurança das Nações Unidas em 12 de janeiro, Martin Griffiths afirmou que colegas que chegaram ao norte de Gaza nos últimos dias descreveram "cenas de horror absoluto: cadáveres deixados na estrada. Pessoas com sinais evidentes de estar morrendo de fome parando caminhões, em busca de qualquer coisa que possam conseguir para sobreviver."
A 11 de Janeiro, o Coordenador Israelita das Actividades Governamentais nos Territórios declarou que não havia fome em Gaza. Em 16 de Janeiro, Michael Fakhri, o relator especial da ONU para a alimentação, declarou: "O que estamos a testemunhar em Gaza é uma população civil inteira obrigada a passar fome... isto é o resultado do bombardeamento israelita, isto é o resultado da negação da ajuda humanitária. Nunca vimos algo tão brutal acontecer tão rapidamente". Após uma visita à fronteira de Rafah, o senador norte-americano Chris Van Hollen descreveu a entrada de ajuda humanitária em Gaza como um “processo desnecessariamente complicado”.
Os chefes do Programa Alimentar Mundial, da UNICEF e da Organização Mundial da Saúde emitiram uma declaração conjunta afirmando que era necessária significativamente mais ajuda humanitária em Gaza. Mohammad Mustafa, economista-chefe do Fundo de Investimento da Palestina, afirmou: “Talvez mais pessoas sejam mortas ou morram de fome e escassez do que a própria guerra”. Depois de os principais doadores ocidentais terem anunciado que estavam a suspender o financiamento da UNRWA, a agência afirmou que "mais de 2 milhões de pessoas [estão] dependendo dela para a sua sobrevivência", pois "a fome persegue a todos".

### Fevereiro de 2024
Em 14 de fevereiro, uma declaração conjunta de 14 grandes organizações de direitos humanos, incluindo Ação Contra a Fome, ActionAid, Conselho Dinamarquês para Refugiados, Handicap International, INTERSOS, Ajuda Islâmica, Mercy Corps, Conselho Norueguês de Refugiados, Plan International, Projeto HOPE, Save the Children, Solidarités International e War Child UK declararam: "O risco de fome está aumentando a cada dia em Gaza devido à continuação das hostilidades e ao bloqueio contínuo da Faixa."
O American Friends Service Committee declarou: "Todo mundo está com fome hoje em Gaza. Isso é enorme e verdadeiramente catastrófico, e nunca vimos nada parecido antes." Alex de Waal, um acadêmico britânico, declarou: "Não há dúvida de que certos membros importantes do governo de Israel e certos grupos dentro da sociedade israelita têm a intenção de matar Gaza de fome." Ele afirmou ainda: "Nada se compara a Gaza nos últimos 75 anos."
Em 18 de fevereiro, os chefes de 8 grandes organizações humanitárias – especificamente, o Conselho Norueguês de Refugiados, Mercy Corps, Refugees International, Oxfam America, CARE USA, Save the Children, Action Against Hunger e Catholic Relief Services – escreveram um artigo de opinião conjunto, afirmando:
"Se a situação continuar, veremos um dos maiores desastres que enfrentamos como humanitários... esta crise atingirá em breve um ponto crítico, onde a ajuda alimentar de emergência não será suficiente. Evitar a morte em massa torna-se mais difícil à medida que a fome aumenta impulso."
Em 20 de fevereiro, o Gabinete de Imprensa de Gaza declarou: "Consideramos a administração dos EUA e a comunidade internacional, além de Israel, totalmente responsáveis por esta fome."
Em 21 de fevereiro, a chefe do Programa Alimentar Mundial, Cindy McCain, afirmou: "Uma fome por escassez não tem de acontecer. Mas se as coisas não mudarem, vai acontecer". Tor Wennesland declarou em 22 de Fevereiro que mais de 2 milhões de pessoas enfrentavam uma insegurança alimentar extrema. Em 23 de Fevereiro, um funcionário da UNOCHA declarou: "A fome está iminente".
Em 26 de fevereiro, o chefe da Cruz Vermelha afirmou: “80% da população já enfrenta condições de emergência ou catastróficas de insegurança alimentar aguda”. Ramesh Rajasingham, chefe dos assuntos humanitários da ONU, afirmou que se nada fosse feito para mudar o status quo, então "a fome generalizada em Gaza seria quase inevitável".
Em 27 de Fevereiro, Michael Fakhri, Relator Especial da ONU sobre o Direito à Alimentação, disse que "não havia razão para bloquear intencionalmente a passagem de ajuda humanitária ou destruir intencionalmente navios de pesca de pequena escala, estufas e pomares em Gaza - a não ser negar acesso das pessoas à alimentação." Fakhri afirmou que o que está acontecendo em Gaza é genocídio.
Em 29 de fevereiro, o diretor de política humanitária da Oxfam America declarou que a organização se opunha à proposta dos EUA, de fazer lançamentos aéreos para Gaza, com recursos de ajuda. Assim afirmou: "A Oxfam não apoia os lançamentos aéreos dos EUA para Gaza, que serviriam em maior parte para aliviar as consciências culpadas de altos funcionários dos EUA cujas políticas estão contribuindo às atrocidades em curso e ao risco de extrema escassez e fome em Gaza".